# Miklósy Judit
Miklósy Judit  (Budapest, 1950. szeptember 15. –) magyar színésznő.

## Életpálya
Híres színészdinasztia leszármazottja. Dédapja Miklósy Gyula, még vándorszínész volt, akinek mindhárom fia: Imre, Gábor és Aladár is színházi ember lett. Közülük Miklósy Aladár (Judit nagyapja) az óbudai Kisfaludy Színház igazgatója volt, és a színész gyerekek internátusának egyik létrehozója . Nagyanyja is színésznő: - Molnár Aranka népszerű szubrett volt. Édesapja Miklósy György, gyerekszínészként, kis frakkban lépett először színpadra, az óbudai színházban. Judit, színész gyerekekkel járt együtt óvodába is a Bimbó útra, köztük volt például: Egri Márta, Mányai Zsuzsa és Verebes István is. Elsőre felvették a Színház- és Filmművészeti Főiskolára, ahol osztályvezető tanára: Vámos László volt. Édesapja segítette a felkészülésben: az Antigonéból Iphigéniát, Molière: Kényeskedőkjéből egy részletet, és az Ahogy tetszik, Rosalinda monológját mondta el. Gyakorlaton a József Attila Színházban volt. Végzős színészként Pécsre szerződött. 1978-tól a Budapesti Gyermekszínház tagja volt. 1982-től a Nemzeti Színházban és kamaraszínházában a Várszínházban játszott. 1985 nyarán szerepelt a Szentendrei Teátrum Tisztújítás című előadásában is. 1989-től az Arany János Színház, 1997-től a Soproni Petőfi Színházban játszott. 2000-2003 között a kecskeméti Katona József Színház tagja volt. Szabadfoglalkozású színművésznő. A Gór Nagy Mária Színitanoda  tanára.

## Fontosabb színházi szerepei
- Katona József: Bánk bán...Melinda
- Friedrich Dürrenmatt: A fizikusok...Monika Stettler ápolónő
- William Shakespeare: Rómeó és Júlia...dajka
- Neil Simon: Ígéretek, ígéretek..Sylvia
- Friedrich Schiller: Stuart Mária...Stuart Mária
- Sárospataky István: Táncpestis...Vive
- Tennessee Williams: A vágy villamosa...Stella
- Tennessee Williams: Macska a forró bádogtetőn...Mae
- Makszim Gorkij: Kispolgárok...Polja
- Federico García Lorca: Bernarda Alba háza...Martirió
- Heltai Jenő: Szépek szépe...Hamupipőke; Panci
- Illyés Gyula: Testvérek...Julinka
- Tamási Áron: Énekes madár...Kömény Ignácné
- Tudor Mușatescu: Titanic-keringő...Gena
- Carlo Goldoni: Két úr szolgája...Smeraldina
- Harriet Beecher Stowe: Tamás bátya kunyhója...Chloe
- Németh László: Galilei...Giuliette
- Nagy Ignác: Tisztújítás...Kinga
- Örkény István: Kulcskeresők...Erika
- Arthur Miller: A salemi boszorkányok...Mrs. Ann Putnam
- Aldo Nicolaj: Hamlet pikáns szószban...Cathy
- Pozsgai Zsolt: Égi szerelem... Klotild grófnő, Zoltán anyja
- Robert Bloch: Pszicho...Anya
- Hans Gmur: Tigris Lili...Evelyne Specht

## Filmek, tv
- Trójai nők (1973)
- Don Juan és a kővendég (1978)
- A zebegényiek (1978)
- II. József császár (1982)
- Némafilm (1982)
- Róza néni elintézi (1982)
- Bevégezetlen ragozás  Szédülés c . rész (1985)
- S.O.S. Szobafogság! (1987)
- Illatszertár (1987)
- Miniszter (1988)
- A kis cukrászda (1989)
- Zsarumeló (sorozat) A kínai páros c. rész (1990)
- Angyalbőrben (sorozat) Álca nélkül c. rész(1990)
- Az öt zsaru (sorozat) Gyerekcsínyek c. rész (1999)